# Geomys arenarius
Geomys arenarius — вид гризунів родини Geomyidae. Він зустрічається в штаті Чіуауа в Мексиці та в Техасі та Нью-Мексико в Сполучених Штатах.

## Морфологічна характеристика
Це гризун середнього розміру з відносно довгим і волохатим хвостом і блідим забарвленням. Як і в інших ховрахів, їх тіла товщі, ніж у інших гризунів, очі зменшені, і вони оснащені великими передніми кінцівками з сильними пазурами, що дозволяє їм бути підземними. Їхнє хутро тьмяно-коричневого кольору вздовж спини з розсіяними чорними волосками на кінчиках. Тьмяно-коричневе забарвлення продовжується на спині та з боків, поки не досягає грудей, живота та ніг, де іноді зливається з білим волоссям у цих областях.

## Поширення і середовище проживання
Пустельні кишенькові ховрахи здебільшого населяють вузьку смугу землі, що тягнеться від верхів’я долини Ріо-Гранде від Чіуауа, Мексика, потім просувається на північ і захід до частин Нью-Мексико і Техасу у Сполучених Штатах. Через обмежений розмір домашнього ареалу вони ізольовані від інших членів Geomys.
Пустельні кишенькові ховрахи віддають перевагу місцям з добре прохідним, пухким ґрунтом або піщаним берегам річок; місця, куди легко пробити тунель і зробити нору. Вони зазвичай зустрічаються біля відкритих водойм, таких як річки, ставки або зрошувальні канали. Території, які вони населяють, зазвичай огинають скелясті рівнини або пустелі. Вони віддають перевагу посушливому клімату з дефіцитом вологи, де літо довге та спекотне, а зима коротка та помірна.
Порівняно з іншими видами ховрахів пустельний кишеньковий ховрашок — залежно від властивостей ґрунту — може мати значний вплив на ґрунти в місцях існування, де він живе, оскільки спричиняє більше занепокоєння своїм риттям, ніж інші види.